# Zum Glück gibt’s Schreiner
Zum Glück gibt’s Schreiner ist eine deutsche Komödie der Regisseurin Neelesha Barthel aus dem Jahr 2020.

## Handlung
Dr. Katharina Kopf hat ihrer Kindheit in der bayerischen Provinz den Rücken gekehrt und arbeitet als erfolgreiche Anwältin für Insolvenzrecht in München. Sie wohnt in einem exklusiven Loft und kann sich dank ihres beruflichen Erfolgs auch viele andere teure Dinge leisten. In der Liebe hat sie jedoch weniger Glück und als Single erlebt sie meist enttäuschende Verabredungen. Als ihre Mutter Johanna, die an Kniegelenksarthrose leidet, auf der Treppe stürzt und sich das Handgelenk bricht, kehrt Katharina widerwillig in das ländliche Kleinpenning bei Amperding zurück. Ihre Mutter weigert sich jedoch strikt, ihr Haus zugunsten betreuten Wohnens aufzugeben. Katharina kann sie schließlich davon überzeugen, das Haus zukunftssicher und seniorengerecht umzubauen.
Sie engagiert den Schreiner Mike Müller und bleibt für die Zeit der Arbeiten in Kleinpenning. Nach anfänglicher Abneigung gegen den einfachen Schreinermeister kommen er und Katharina sich nach einem heftigen Streit mit ihrer Mutter näher und verbringen gemeinsam die Nacht. Als Katharina ihn für einen Tag mit zu sich nach München nimmt, ihm neue Kleidung kauft und ihn ihren Bekannten als „Inhaber einer Inneneinrichtungsmanufaktur“ vorstellt, wirft er ihr vor, er sei ihr peinlich und verlässt sie. Nach einer Aussprache mit ihrer Schwester mit mehreren Flaschen Champagner erkennt Katharina, dass sie Mike trotz aller Unterschiede und auch ihre Mutter sehr liebt. Gemeinsam mit ihrer Schwester fährt sie zurück nach Kleinpenning, versöhnt sich mit ihrer Mutter und Mike und verbringt von da an öfter Zeit mit ihm auf dem Land und bei ihrer Familie.

## Produktion
Zum Glück gibt’s Schreiner wurde von Degeto Film für die ARD produziert. Die Dreharbeiten fanden im September und Oktober 2018 in München, dem Baierbrunner Ortsteil Buchenhain, der näheren Umgebung von Baierbrunn, bei der Hechenberger Pfarrkirche St. Valentin und vor dem Kloster Dietramszell statt.

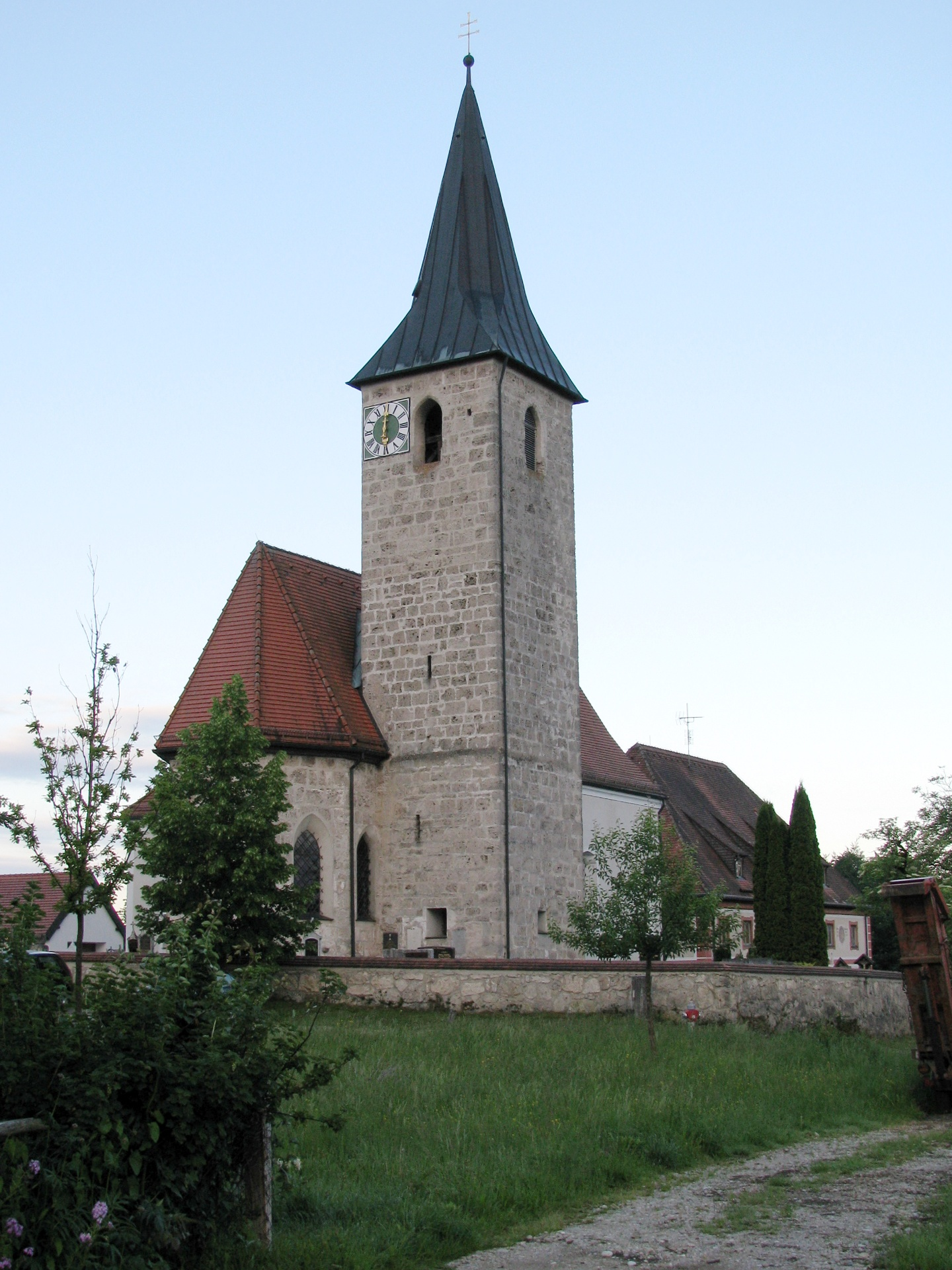
Pfarrkirche St. Valentin in Hechenberg
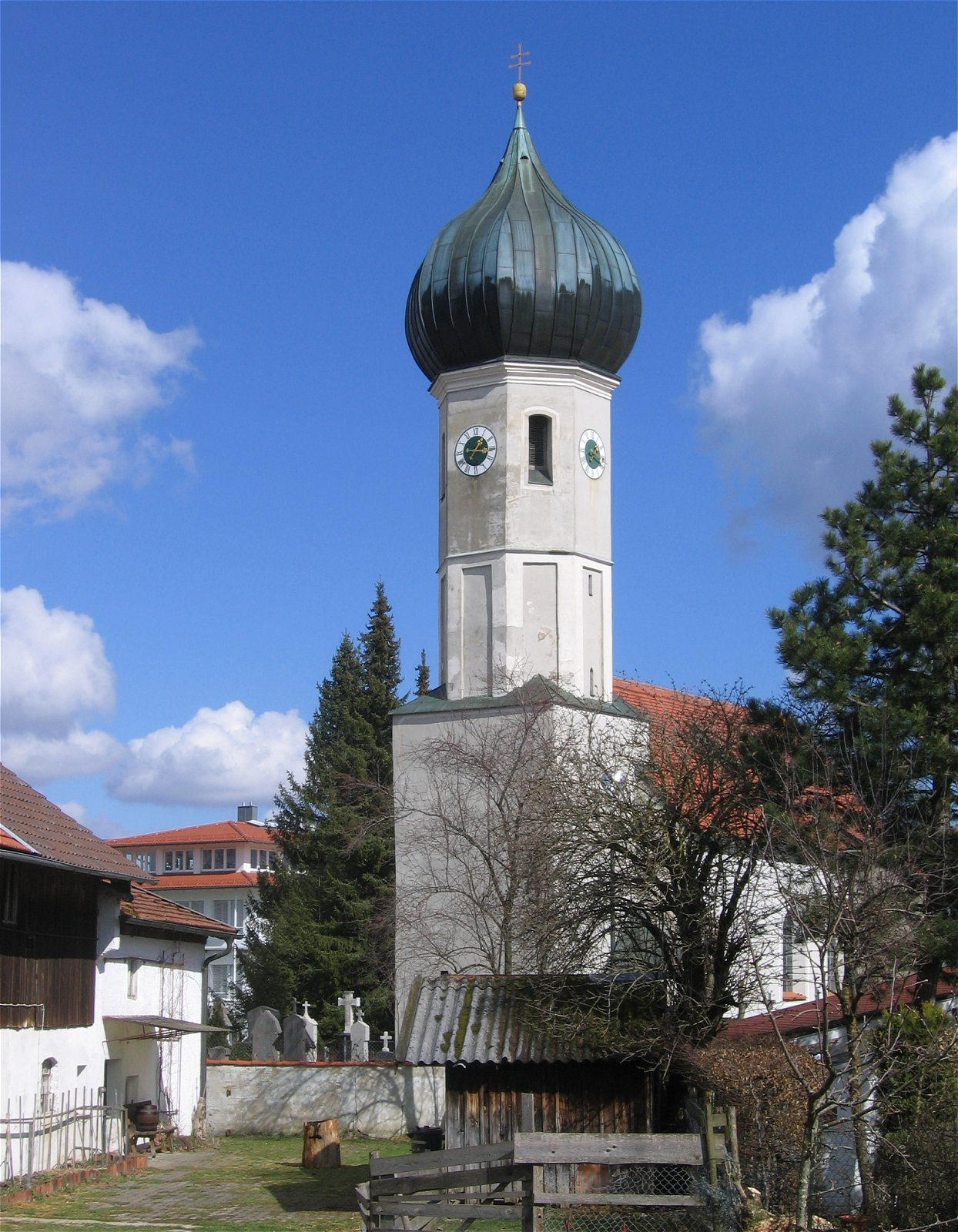
Filialkirche Patrona Bavariae in Baierbrunn
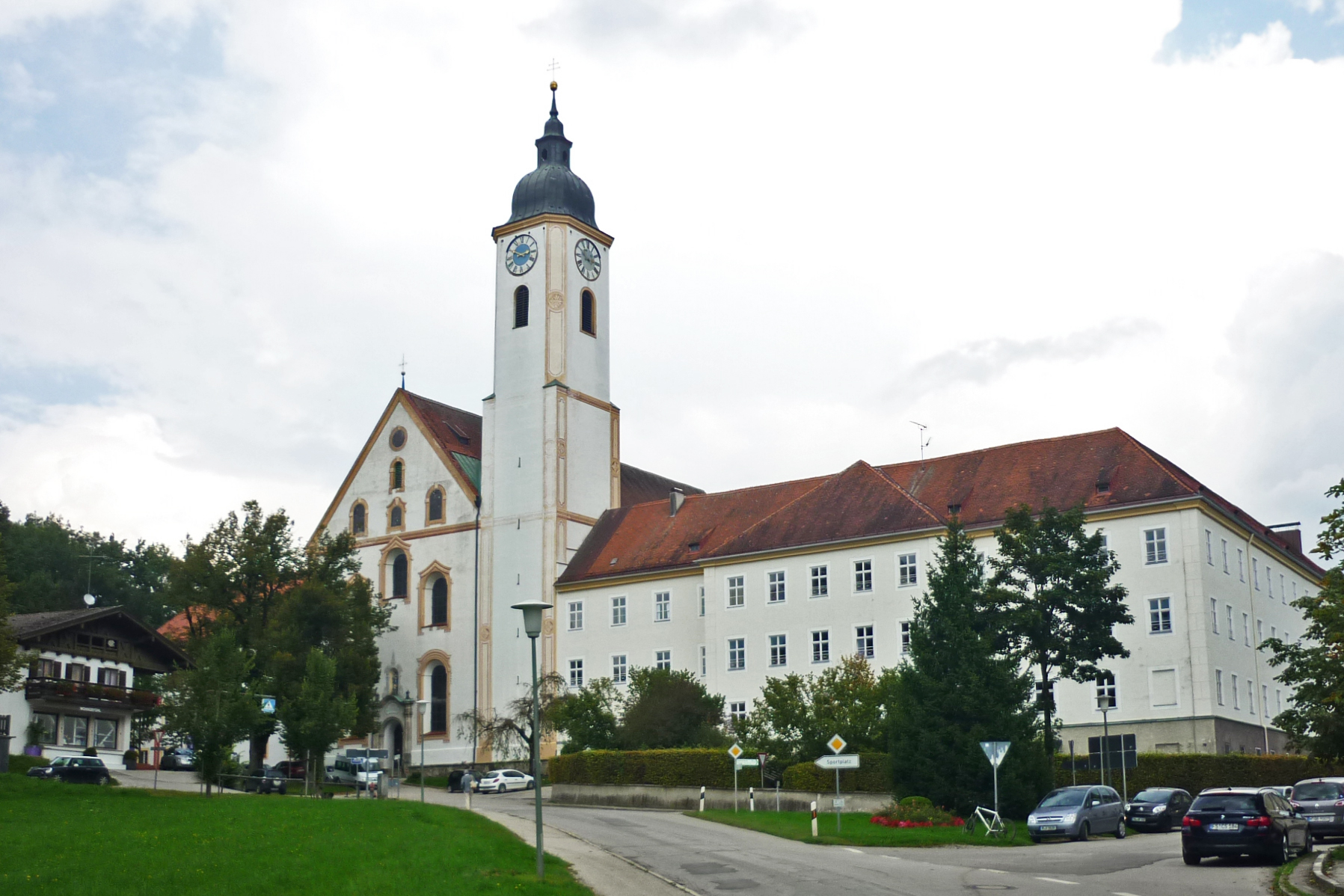
Kloster Dietramszell

## Veröffentlichung
Die Erstausstrahlung erfolgte am Samstag, den 1. Februar 2020 im Abendprogramm in der ARD.